# Ana Mariscal

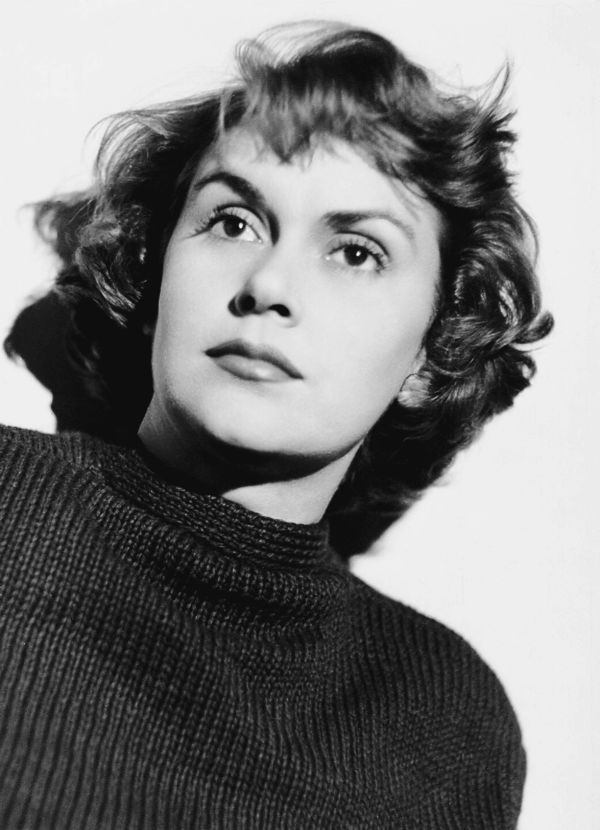
Ana Mariscal, 1952

Ana Mariscal (eigtl. Ana María Rodríguez Arroyo; * 31. Juli 1921 in Madrid; † 28. März 1995 ebenda) war eine spanische Schauspielerin, Regisseurin und Schriftstellerin.

## Leben
Mariscal besuchte das Instituto de Bachillerato Cervantes und entdeckte, auch durch ihren Bruder, den Schauspieler und Regisseur Luis Arroyo, ihre Liebe zur Bühne. Im Alter von knapp 20 Jahren drehte sie ihren ersten Film und war in der Hauptrolle Partnerin von Alfredo Mayo in La florista de la reina. Im folgenden Jahrzehnt drehte Mariscal etwa zwanzig Filme, vor allem Kostümfilme und Melodramen, darunter Raza, der von Francisco Franco geschrieben wurde. Ebenfalls aus dieser Zeit stammt ihr erst 1982 veröffentlichter Roman Hombres.
Mitte der 1950er Jahre drehte Mariscal viel im Ausland, vor allem in Italien und Argentinien; daneben produzierte sie mit dem mit ihrem Ehemann gegründeten Unternehmen Bosco Films Filme in eigener Regie. Bis 1968 entstanden elf Filme. Danach kehrte sie auf die Bühne zurück und tourte mit La Compañia de Comedias Ana Mariscal in der spanischsprachigen Welt. Neben gelegentlichen Engagements für das Fernsehen drehte sie einen letzten Film im Jahr 1987 und ließ sich 1992 in Madrid nieder. Sie schrieb und gab Kurse an der Universität Valladolid.
Ana Mariscal war verheiratet mit dem Kameramann Valentín Javier García-Fernández.
Einige Monate vor ihrem Tod 1995 erhielt sie die Medalla de Oro al Mérito en las Bellas Artes.

## Auszeichnungen
- 1945: Premio del Círculo de Escritores Cinematográficos für Una sombra en la ventana
- 1949: Premio del Círculo de Escritores Cinematográficos für Un hombre va por el camino (Bleib bei mir)
- 1950: Premio del Círculo de Escritores Cinematográficos für De mujer a mujer

## Filmografie
- 1941: La florista de la reina
- 1942: Rasse (Raza)
- 1944: Una sombra en la ventana

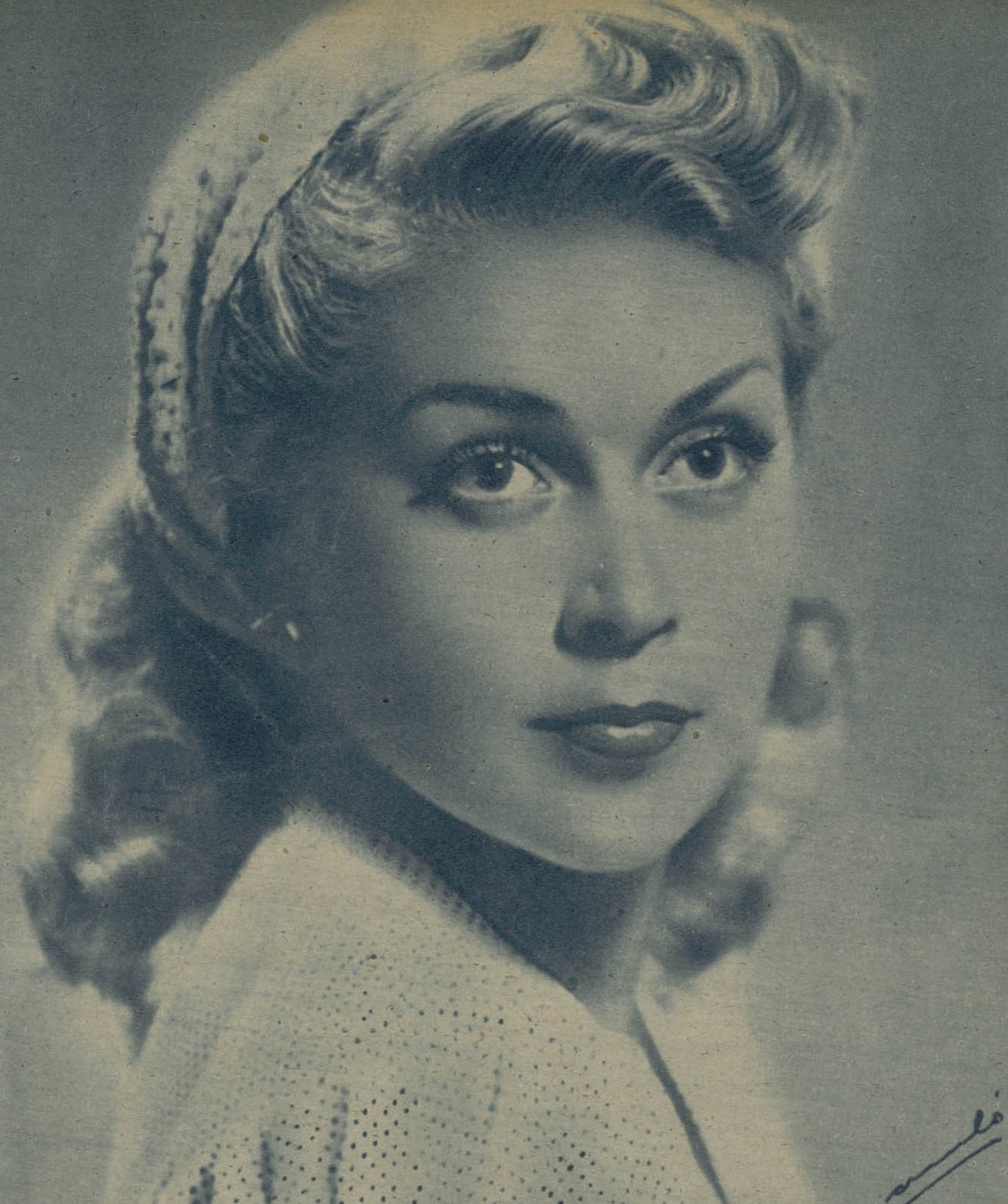
Ana Mariscal, 1944

- 1949: Bleib bei mir (Un hombre va par el camino)
- 1950: De mujer a mujer
- 1959: Menschen, die im Schatten standen (Il magistrato)
- 1964: L’autre femme
- 1987: El polizón de Ulisses

## Schriften
- Cincuenta años de teatro en Madrid. Ed. Avapies, Madrid 1984.
- Hombres. Ed. Avapies, Madrid 1982.
- Mi vida. Ed. Astros, Madrid 1943.
- Notas de una actriz. Conferencias y ensayos, Madrid 1992.